# Jarosław Gonciarz
Jarosław Włodzimierz Gonciarz (ur. 28 kwietnia 1970 w Czeladzi) – polski polityk, górnik i samorządowiec, poseł na Sejm VIII i IX kadencji.

## Życiorys
W 1989 ukończył Zespół Szkół Ekonomiczno-Technicznych, a w 1995 – policealne studium informatyczne. Od 1989 zawodowo związany z branżą górniczą, pracował m.in. jako informatyk w jednym z zakładów Kompanii Węglowej.
Zaangażował się w działalność partyjną w ramach Prawa i Sprawiedliwości. Został członkiem rady gliwickiej dzielnicy Sośnica. W wyborach samorządowych w 2010 i 2014 był wybierany do rady miejskiej Gliwic, otrzymując odpowiednio 596 i 618 głosów. Pełnił w niej funkcję przewodniczącego Komisji Rozwoju Miasta i Inwestycji.
W wyborach parlamentarnych w 2015 kandydował do Sejmu w okręgu wyborczym nr 29. Uzyskał mandat posła VIII kadencji, otrzymując 4884 głosy. Zasiadał m.in. w Komisji Cyfryzacji, Innowacyjności i Nowoczesnych Technologii, Komisji Gospodarki i Rozwoju, jednej podkomisji stałej i kilku podkomisjach nadzwyczajnych. W 2018 był kandydatem PiS na prezydenta Gliwic w wyborach samorządowych. Wybór prezydenta rozstrzygnął się w pierwszej turze, Jarosław Gonciarz zajął drugie miejsce z wynikiem 13 490 głosów (19,42%).
W wyborach w 2019 z powodzeniem ubiegał się o poselską reelekcję, otrzymując 8980 głosów. W IX kadencji został wiceprzewodniczącym Komisji Cyfryzacji, Innowacyjności i Nowoczesnych Technologii, a także członkiem Komisji Gospodarki i Rozwoju, Komisji Finansów Publicznych oraz Komisji Nadzwyczajnej do spraw zmian w kodyfikacjach. W wyborach w 2023 nie został wybrany na kolejną kadencję. W 2024 uzyskał mandat radnego powiatu gliwickiego, po czym objął funkcję wiceprzewodniczącego rady.

## Życie prywatne
Żonaty z Katarzyną, ma syna Tomasza.